# Choroba Gravesa-Basedowa
Choroba Gravesa-Basedowa, choroba Basedowa (łac. struma diffusa toxica) – schorzenie autoimmunologiczne o cechach nadczynności tarczycy, w którym autoantygenem jest receptor TSH (TSHR) – jego pobudzenie przez przeciwciała anty-TSHR powoduje wzmożone wydzielanie hormonów tarczycy i objawy nadczynności tarczycy, a także stymuluje wzrost tarczycy i rozwój jej unaczynienia.

## Historia
Choroba wzięła swoją nazwę od nazwiska irlandzkiego lekarza Roberta Gravesa, który jako pierwszy opisał jej objawy w 1832, w 1840 niezależnie ten sam zespół objawów opisał Karl Adolph von Basedow.

## Przyczyny
Dokładnej, bezpośredniej przyczyny wywołującej chorobę Gravesa-Basedowa nie poznano. Przypuszcza się, że jest schorzeniem autoimmunologicznym, wywoływanym przez autoprzeciwciała skierowane przeciw receptorom TSH w błonie komórek pęcherzykowych tarczycy. Choroba występuje 10 razy częściej u kobiet, co może sugerować znaczenie estrogenów w jej powstawaniu. Wskazuje się także na wpływ stresu na ujawnienie choroby (może wystąpić po silnym urazie psychicznym). Palenie tytoniu zwiększa ryzyko orbitopatii i nadczynności tarczycy w przebiegu choroby.
Tej chorobie mogą niekiedy towarzyszyć inne schorzenia o tle autoimmunologicznym, takie jak:
- reumatoidalne zapalenie stawów,
- niedoczynność kory nadnerczy – pierwotna i wtórna,
- cukrzyca typu 1,
- bielactwo.

## Objawy
W przebiegu występują objawy typowe dla każdego rodzaju nadczynności tarczycy, a także objawy charakterystyczne dla tej choroby. Choć zwykle stwierdza się nadprodukcję hormonów tarczycy (objawy nadczynności tarczycy), to niekiedy funkcja tarczycy jest osłabiona (niedoczynność) lub prawidłowa.

### Wole
W chorobie Gravesa-Basedowa dochodzi do powiększenia tarczycy, czyli powstania wola (w około 80% przypadków). Jest to spowodowane łączeniem się autoprzeciwciał z receptorem TSH, przeciwko któremu są skierowane. Kompleks ligand-receptor powoduje uruchomienie ścieżki sygnalizacyjnej pobudzającej rozrost i aktywność tarczycy. Wole jest miękkie, zwykle bez wyczuwalnych guzków, zwykle powiększone równomiernie, czasem wyczuwa się tętnienie. W trakcie skutecznego leczenia wole ustępuje.

### Wytrzeszcz (oftalmopatia, orbitopatia)

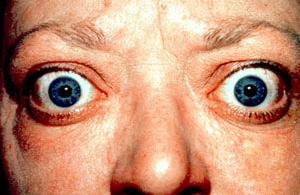
Wytrzeszcz gałek ocznych i retrakcja powiek górnych

Choroba Gravesa-Basedowa jest najczęstszą przyczyną powstawania naciekowego wytrzeszczu oczu, czyli oftalmopatii, która może występować w 10-30% przypadków tej choroby. Oftalmopatia może pojawiać się przed wystąpieniem objawów nadczynności, w pełni choroby lub nawet po pewnym czasie od skutecznego leczenia choroby. Nasilenie wytrzeszczu jest różne – od przypadków łagodnych do zaawansowanych. Każdy przypadek naciekowego wytrzeszczu powinien być leczony przez doświadczonego specjalistę z tego zakresu. Przyczyną oftalmopatii jest gromadzenie się wokół gałki ocznej i w pewnym stopniu w jej obrębie substancji śluzowatych i nacieków komórkowych. Poza defektem kosmetycznym może dochodzić do powikłań takich jak owrzodzenie rogówki, podwójne widzenie, jaskra, światłowstręt czy nawet trwałe uszkodzenie wzroku.

### Obrzęk przedgoleniowy
Pewien rodzaj substancji śluzowatych może gromadzić się w skórze. Najczęściej na przedniej powierzchni piszczeli (podudzi), ale rzadziej także w innych okolicach. Częstość tego objawu nie jest duża – występuje zaledwie u 1-2% pacjentów.

### Akropachia tarczycowa
Akropachia tarczycowa – obrzęk palców rąk lub niekiedy stóp z towarzyszącym podokostnowym zgrubieniem kości. Bardzo rzadki, lecz swoisty objaw choroby Graves-Basedowa.

## Leczenie
Metody lecznicze stosowane w chorobie Gravesa-Basedowa to:
- leczenie farmakologiczne – leki przeciwtarczycowe (tyreostatyki),
- leczenie operacyjne,
- leczenie jodem radioaktywnym (radiojodem I131),
- leczenie fizjoterapeutyczne.

### Leczenie farmakologiczne
W leczeniu stosowane są leki przeciwtarczycowe – tiamazol lub propylotiouracyl. Dąży się do uzyskania eutyrozy. Jeśli celem jest osiągnięcie remisji immunologicznej, to optymalny czas leczenia wynosi 18 miesięcy. Dawkę początkową stopniowo redukuje się do podtrzymującej. Możliwy schemat leczenia to stała dawka tiamazolu lub "zablokuj i zastąp" – początkowo tiamazol, po uzyskaniu eutyrozy i normalizacji stężenia TSH dodaje się tyroksynę, by kompensować rozwijającą się niedoczynność tarczycy.

### Leczenie jodem promieniotwórczym I131

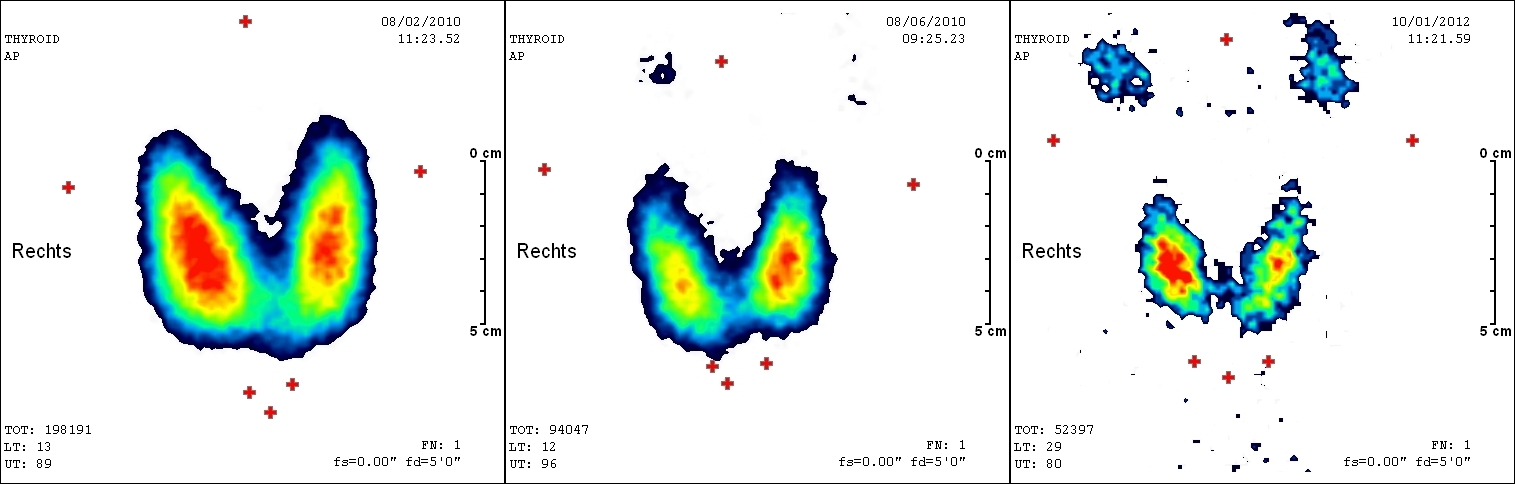
Efekty leczenia radiojodem na serii 3 scyntygrafii tarczycy

Jest to metoda z wyboru w radykalnym leczeniu nadczynności tarczycy w przebiegu choroby Gravesa-Basedowa. W 75% przypadków wystarcza jednorazowe podanie niszczącej nadczynną tkankę tarczycy dawki promieniotwórczego jodu. 

### Leczenie operacyjne
Jest preferowane w ciężkiej orbitopatii. Zwykle wykonuje się subtotalne lub prawie całkowite wycięcie tarczycy. Nie zaleca się całkowitego usunięcia tarczycy, jeśli nie podejrzewa się raka tarczycy. Następstwem operacji jest powstanie niedoczynności tarczycy (przynajmniej subklinicznej), co wymaga stosowania substytucji indywidualnie ustalanej dawki hormonu L-tyroksyny.

### Leczenie orbitopatii tarczycowej
Do uzyskania trwałego efektu niezbędne jest uzyskania eutyrozy. Leczenie przeciwzapalne należy rozpocząć w fazie aktywnego zapalenia. Kortykoterapia jest leczeniem pierwszego rzutu w ciężkiej lub umiarkowanej orbitopatii. Metoda uzupełniającą jest napromieniowywanie oczodołów. Leczenie operacyjne jest jedynym sposobem leczenia trwałych następstw. Często jest wieloetapowe.

### Leczenie fizykoterapeutyczne
Jest to leczenie uzupełniające. Stosuje się kąpiele letnie (28-33 °C) przez 10-20 minut dziennie.